# Mühlhiasl

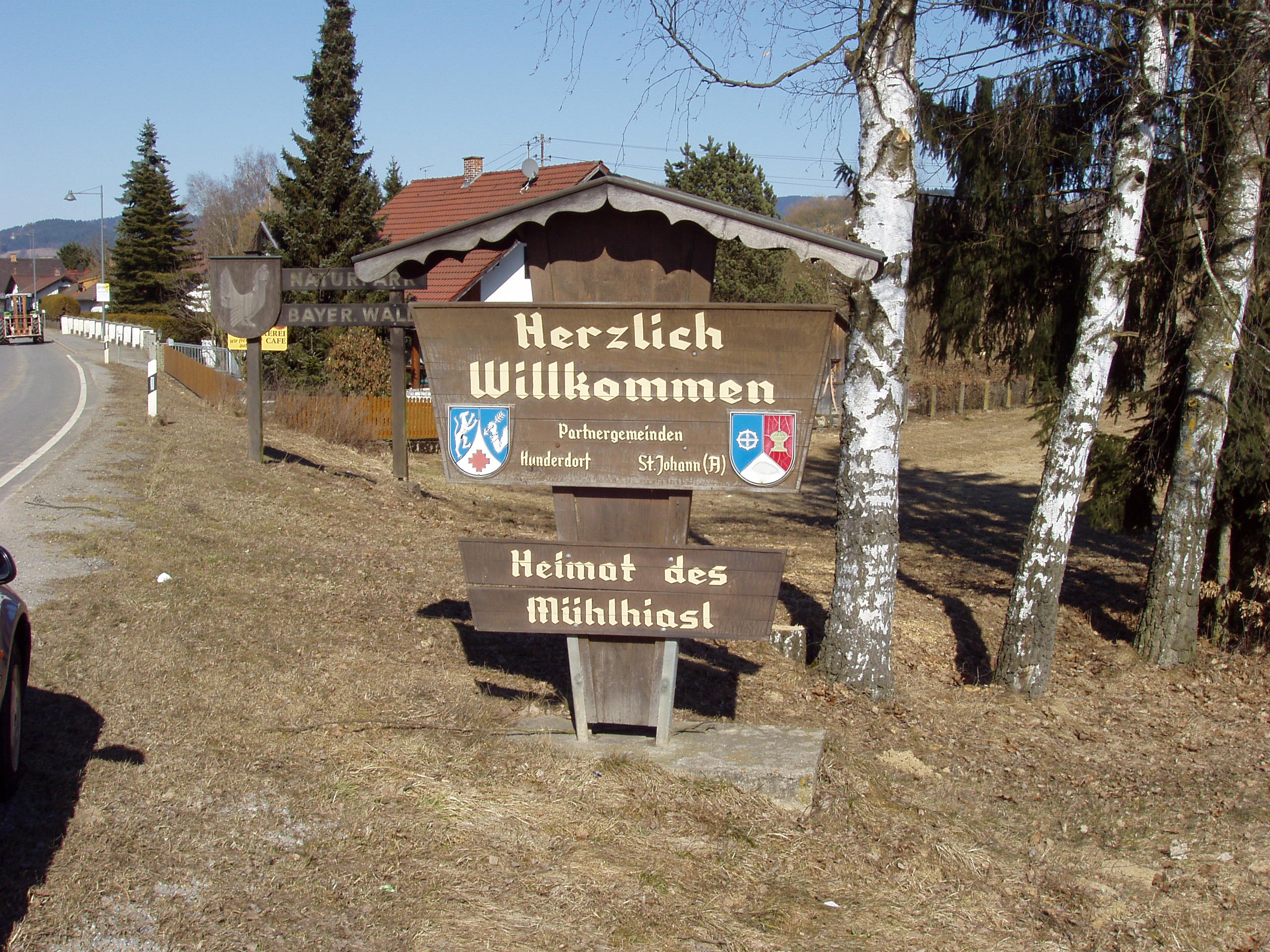
Hunderdorf, Ortseingang

Der Mühlhiasl war ein angeblicher Weissager und Prophet aus dem Bayerischen Wald. Sein Name taucht in keinem zeitgenössischen Dokument auf, er hieß vermutlich Matthäus Lang, Mathias Lang oder Matthias Lang, nach anderen Angaben Johann Lang (* 16. September 1753 oder 28. April 1755; † 1805 in Straubing, 1809 in Rabenstein oder 1825 in Hunderdorf). Man nannte ihn auch den Waldpropheten. Die Identität des Mannes ist mangels eindeutiger Quellen äußerst strittig, sein Leben und Wirken gilt aber als wahrscheinlich.

## Leben

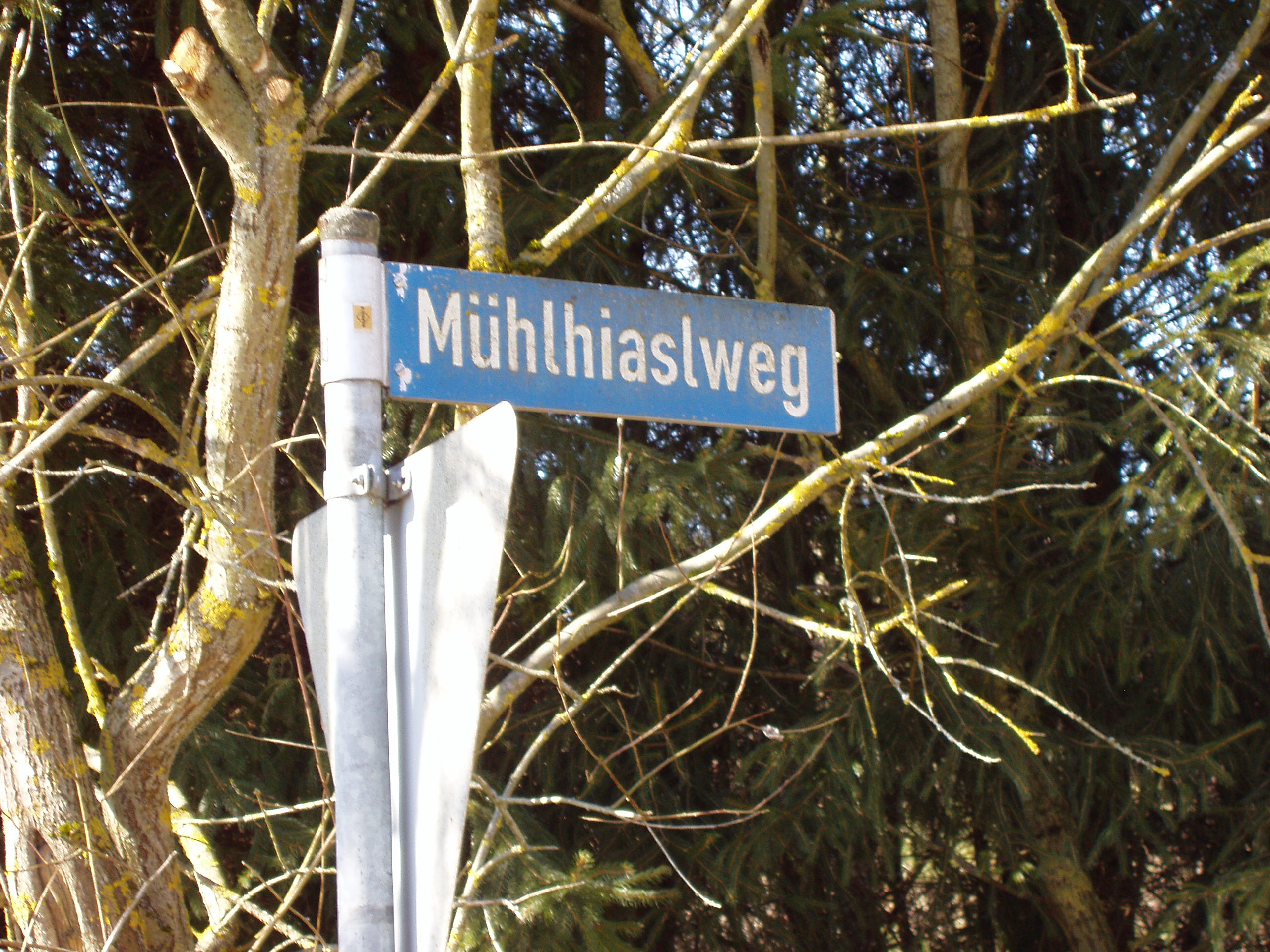
Mühlhiaslweg, zur Mühle in Apoig

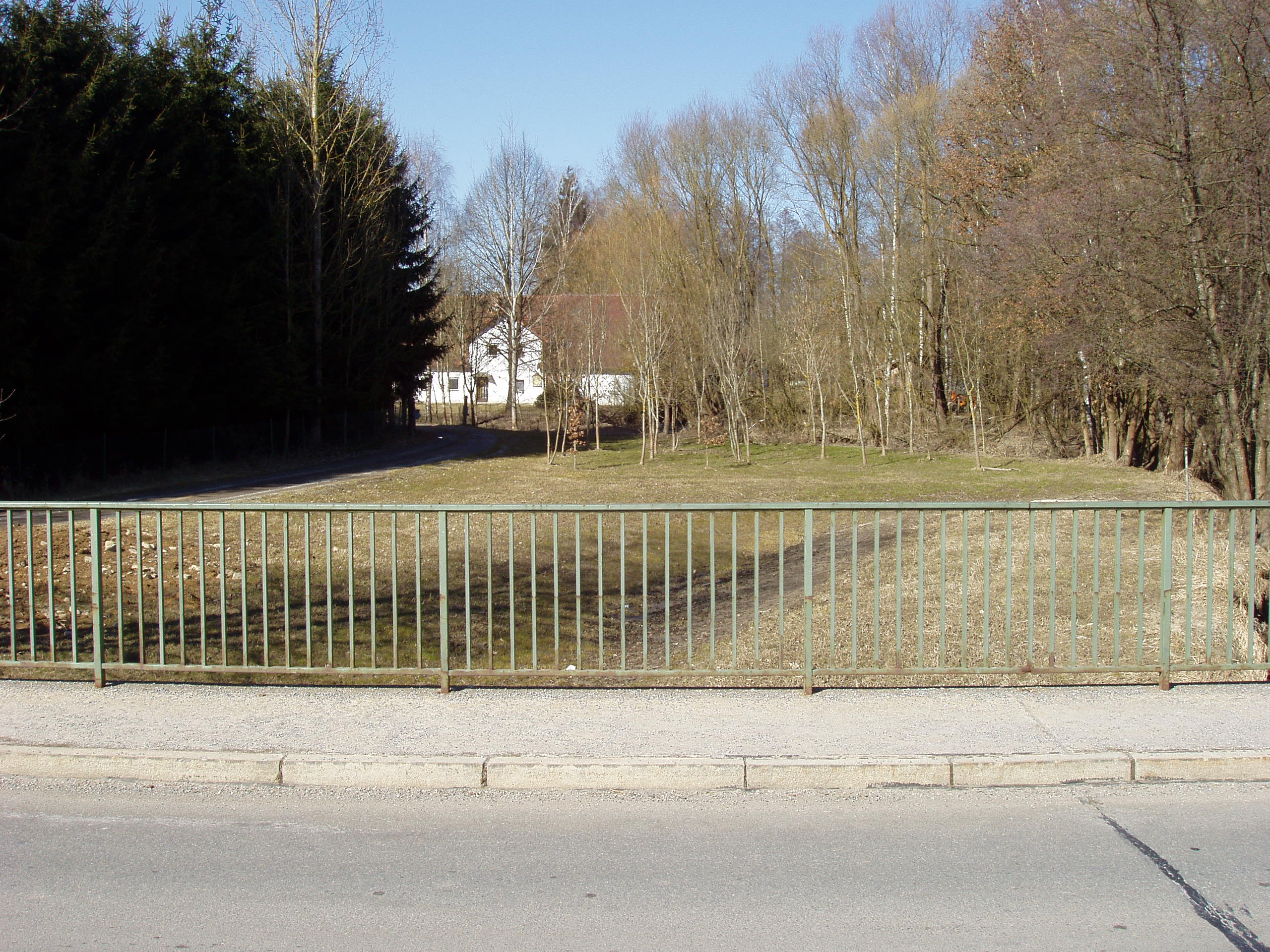
Mühle in Apoig

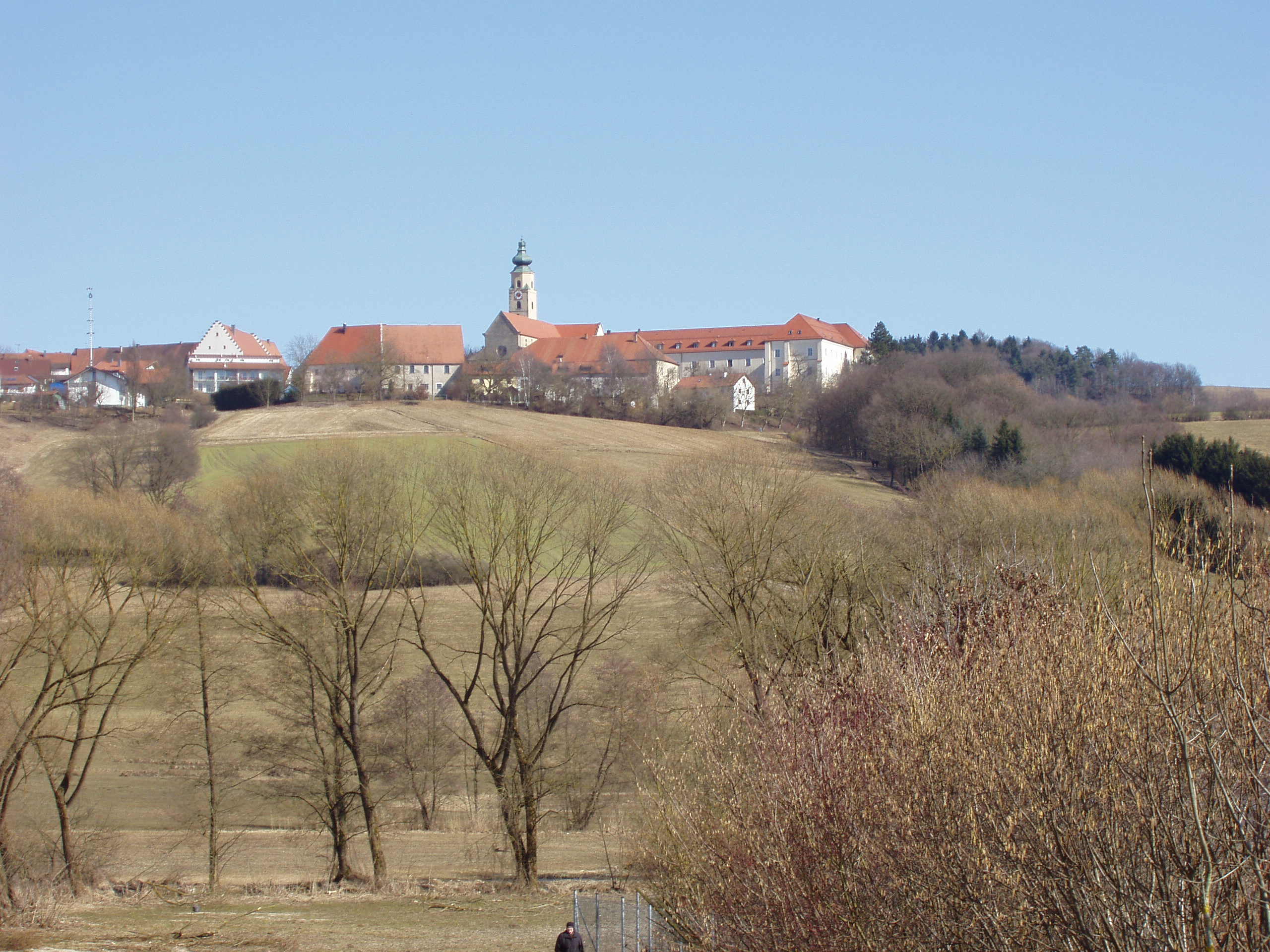
Kloster Windberg über Hunderdorf-Apoig

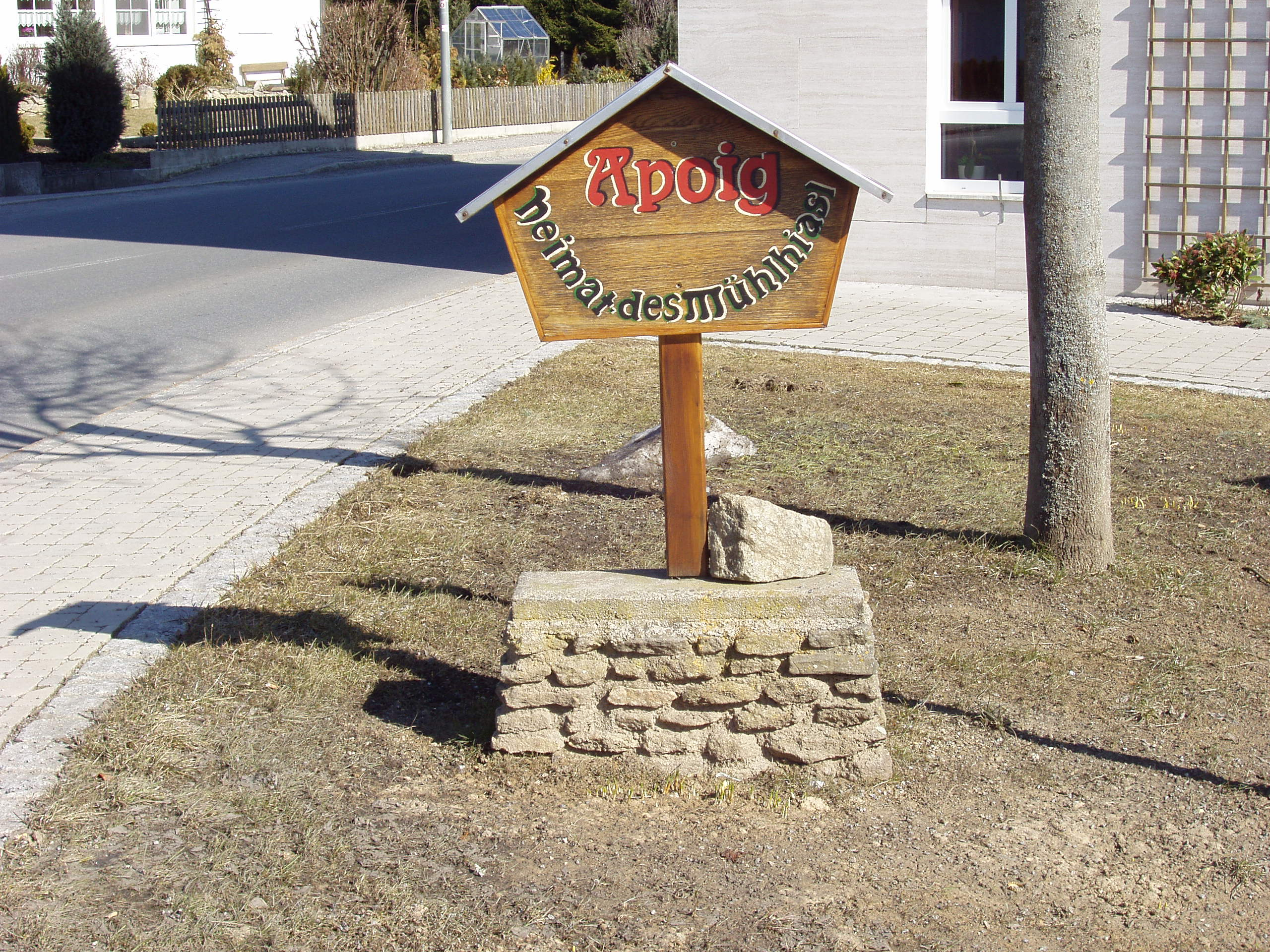
Mühlhiasl-Gedenktafel in Apoig beim Wirtshaus Sandbiller

Der Mühlhiasl soll nach verbreiteter Ansicht von Heimatforschern in Apoig (heute zur Gemeinde Hunderdorf, Landkreis Straubing-Bogen gehörend) gelebt haben und das fünfte Kind des Mühlen-Pächters Mathias Lang und seiner Ehefrau Maria gewesen sein (daher könnte der Name stammen). Am 23. Dezember 1778 soll Matthäus Lang diese Obere Klostermühle übernommen haben, die den Mönchen des Klosters Windberg zinspflichtig war. Am 19. August 1788 heiratete Lang die Bauerstochter Barbara Lorenz aus Recksberg und hatte mit ihr insgesamt acht Kinder, die zwischen 1789 und 1800 geboren wurden (einige starben im Kindesalter). 1799 geriet Lang in wirtschaftliche Schwierigkeiten, musste beim Kloster ein Darlehen aufnehmen, das er 1801 nicht zurückzahlen konnte, verlor seinen Pachtvertrag und musste das Mühlen-Anwesen verlassen. Aus Wut auf die Chorherren, mit denen er auch wegen der Lieferung von angeblich verdorbenem Mehl zerstritten gewesen sein soll, soll er seine erste öffentliche Prophezeiung gemacht haben: Die Mönche müssten schon bald selbst ihr Kloster verlassen. Das war 1803 bei der Säkularisation in Bayern tatsächlich der Fall, das Kloster wurde aufgelöst und als Unterkunft für Bedürftige genutzt.
Über das weitere Leben von Matthäus Lang gibt es wenig schriftliche Quellen. Möglicherweise trennte er sich von seiner Familie und zog als Wanderarbeiter und Tagelöhner durch den Bayerischen Wald. Nach (unzuverlässiger) mündlicher Überlieferung soll er sich häufig im Dorf Rabenstein im Zwieseler Winkel aufgehalten haben. Das ließ den Verdacht aufkommen, dass es sich um zwei Personen mit angeblichen Seherfähigkeiten gehandelt haben könnte, die ungefähr um die gleiche Zeit lebten, nämlich einerseits Matthäus Lang aus Hunderdorf und andererseits der Waldhirte Matthias Stormberger aus Rabenstein. Mühlhiasl-Biograf Manfred Böckl vertritt die These, „Stormberger“ sei die hochdeutsche Version von „Stoaberger“, und als solcher sei Matthäus Lang im Rabensteiner Dialekt bezeichnet worden, als Mann aus der Herrschaft Steinberg im Vorwald. Er habe in einer örtlichen Glashütte als Kohlenbrenner gearbeitet und auf Hochweiden die Rinder der Waldbauern gehütet.
Mutmaßlich war Lang zu der Zeit bereits ein Sonderling, der wegen seiner beruflichen Tätigkeit viel in der freien Natur unterwegs war. Mangels Quellen lässt sich nicht beurteilen, inwieweit er als Einzelgänger lebte oder Umgang mit der örtlichen Bevölkerung hatte. Fest steht, dass er all seine „Prophezeiungen“ mündlich äußerte, wohl gegenüber Hirten, Knechten und Bauern der Gegend. Er soll regelrechte Anfälle gehabt haben, in denen er wie im Delirium zu seinen Zuschauern sprach. Wegen seiner lebenslangen Zwistigkeiten mit der kirchlichen Obrigkeit soll er außerhalb des früheren Friedhofs von Zwiesel begraben worden sein, auf dem heutigen Stadtplatz, etwa dort, wo das Kriegerdenkmal steht.

## Spekulationen um Identität
Die Ehefrau von Matthäus Lang, Barbara geb. Lorenz, betrieb mit einem Mathias Lang eine Gärtnerei in Straubing. Die Namensgleichheit beider Männer bei unterschiedlicher Schreibweise führte zur Spekulation des Frauenauer Volkskundlers Reinhard Haller, den Mühlhiasl habe es nie gegeben. Der Straubinger Mathias Lang starb 1805. Barbara geb. Lorenz wurde aber nach den Eintragungen in der Einwohnerliste von Straubing stets allein geführt und erst ab 1809 offiziell als Witwe bezeichnet, woraus Manfred Böckl ableitet, dass Mathias Lang nicht ihr Gatte war und ihr eigentlicher (getrennt lebender) Ehemann Matthäus Lang, der möglicherweise Miteigentümer der Gärtnerei war, 1809 in Rabenstein starb. Der Pfarrer Johann Evangelist Landstorfer plädierte in einem Artikel im Straubinger Tageblatt vom 28. Februar 1923 für eine abermals andere Schreibweise des Namens: Matthias Lang. Der Heimatforscher Sigurd Gall vertritt die Ansicht, es habe sich vielmehr um Johann Lang gehandelt, der nach dem Kirchenbuch der Pfarrei Hunderdorf im Juli 1825 starb. Diese Identität nimmt auch der ehemalige Straubinger Schulleiter Wolfgang Odzuck an und behauptet in seiner ausführlichen „Tatsachenerhebung“, der Mühlhiasl sei christlicher Prophet in der biblischen Tradition gewesen und habe „göttliche Eingebungen“ gehabt, eine Ansicht, die für eine heftige Kontroverse in der niederbayerischen Heimatforschung sorgte („theologische Irrlehre“).
An anderer Stelle wird der Waldprophet auch mit dem Namen Stormberger bezeichnet und der gleichzeitig aufgetretene Doppelgänger als Hiasl von Apoig.

Auf Grundlage der im Eingang genannten Informationen, konnten folgende Informationen zum Mühlhiasl verifiziert werden:

Matthäus Lang, geboren am 16.09.1753 in Apoig

Sohn von Mathia Lang, Molitoris (Müller) in Apoig und dessen Ehefrau Anna Maria 
Am 19. August 1788 heiratete Matthäus Lang die Bauerstochter Barbara Lorenz aus Recksberg. Tochter des Stephani Lorenz 
| Name            | Geburtsdatum | Sterbedatum |
| --------------- | ------------ | ----------- |
| Wolfgangus Lang | 08.09.1789   |             |
| Josef Lang      | 08.01.1791   |             |
| Jakob Lang      | 12.07.1792   |             |
| Katharina Lang  | 26.11.1793   | 08.11.1795  |
| Mathias Lang    | 23.02.1795   | 19.06.1795  |
| Joh. Georg Lang | 19.04.1796   |             |

## Prophezeiungen
Wie bei vielen anderen Visionären waren die Prophezeiungen des Mühlhiasls vieldeutig und sinnbildlich. Viele sind mit dem suggestiven Nachsatz versehen: „Kein Mensch will’s glauben.“ Seine bekanntesten Voraussagen sind wohl die von einem kommenden „letzten“ Krieg, den er als Zeit des „Bänkeabräumens“ bezeichnete. Die Zeit vor diesem Krieg sollte an verschiedenen Zeichen erkennbar sein, die von ihm nur vage, aber bildstark angedeutet wurden und daher die Fantasie der Zuhörer und Nachgeborenen anregten. Die Versuche, diese Vorhersagen aus näherem und fernerem zeitlichen Abstand auf tatsächliche Geschehnisse zu beziehen, sind zahlreich, ebenso wie seine Vereinnahmung durch die Esoterische Literatur.
- „wenn der eiserne Hund durch den Vorderwald bellt (fängt der große Krieg an)“
- „wenn man Sommer und Winter nicht mehr unterscheiden kann“
- „wenn es nur noch rote Hausdächer gibt“
- „wenn man Mandl und Weibl (Männer und Frauen) nimmer auseinanderkennt (äußerlich unterscheiden kann)“ (Frauen tragen keine Röcke mehr, sondern vor allem Hosen und haben Kurzhaarschnitt)
- „wenn die Rabenköpf (Kopfform wie Krähenvögel) aufkommen und dann wieder langsam verschwinden“ (Frisurmode: glatt nach hinten gegelte Kurzhaarfrisur, an den Seiten und hinten besonders kurz)
- „wenn einmal Tanzmusik in die Kirchen kommt und der Pfarrer auch noch mitsingt, dann ist es soweit“ (amerikanische Gospel-Musik in katholischen Kirchen zur Erhöhung der Besucherzahlen bei hl. Messe)
- „wenn ein großer Fisch über den Wald fliegt“
- „Einerlei Geld kommt auf“ (der Euro)
- „Der letzte Krieg wird der Bankabräumer sein“

Nach diesem Krieg soll ein zweiter kommen und ein dritter. Danach sollte ein „goldenes Zeitalter“ folgen. Der Mühlhiasl soll auch den ungefähren Beginn der beiden Weltkriege vorhergesagt haben.
Das großflächige Absterben der geschwächten Bäume des bayerischen Waldes soll ebenfalls vorhergesagt worden sein:
- „Der Wald wird so licht werden, wie des Bettelmanns Rock“ (viele Löcher in zusammenhängenden Waldflächen durch Baumkrankheit/Borkenkäfer, was aus der Luft aussieht wie zerrissene Kleidung eines Landstreichers)

Er soll sich auch politisch und gesellschaftskritisch geäußert haben:
- „Es wird sich zeigen, dass der Bettelmann auf dem Ross nicht zu derreiten ist“ (benachteiligte Bevölkerungsschichten kommen zur Macht (auf den Sattel des Pferdes) und nutzen dies aus und geben diese Position nicht mehr ab)

Ob es die Prophezeiungen wörtlich oder auch nur sinngemäß jemals gegeben hat, lässt sich nicht mehr belegen. Die Bewohner des Bayerwaldes galten zu Lebzeiten des Mühlhiasl wegen der Abgeschiedenheit der Gegend und der harten Lebensbedingungen als besonders abergläubisch und der Mystik zugetan. Die um 1800 einsetzende Romantik verklärte solche Außenseiter und Sonderlinge. Das angebliche Leben des Matthäus Lang erfüllt denn auch alle Stereotype romantischer Literatur: Der Vater soll Müller gewesen sein, der Mühlhiasl verließ die Mühle, brach mit der Gesellschaft, ging in den Wald, wurde Hirte und Kohlenbrenner und stand in Verbindung mit übersinnlichen Mächten. Ähnliche Motive finden sich zahlreich in den Romanen und Märchen von Adelbert von Chamisso, E.T.A. Hoffmann, Wilhelm Hauff, Joseph von Eichendorff, Ludwig Tieck und anderen romantischen Autoren.
Erzählt werden die wohl auch märchenhaft ausgeschmückten Geschichten des Mühlhiasl immer noch, und fast alle Menschen der Region kennen einige Zitate, die ihm zugeschrieben werden. Alte Bauern und Holzfäller bringen dem Mühlhiasl – ob es ihn nun gegeben hat oder nicht – heutzutage noch Respekt und Glauben entgegen, während Kritiker vermuten, dass es sich bei vielen eingetroffenen Prophezeiungen um vaticinia ex eventu handelt, also nachträglich gestrickte Legenden.

### Belletristik
- Manfred Böckl: Mühlhiasl. Der Seher vom Rabenstein. Roman. SüdOst Verlag, Waldkirchen 2005, ISBN 3-89682-988-2.
- Paul Friedl: Der Waldprophet. Das Leben des Mühlhiasl. Roman. Rosenheimer Verlag, Rosenheim 2002, ISBN 3-475-53355-3 (früherer Titel Mühlhiasl, der Waldprophet).

### Sachbücher
- Bernd Harder: Das Lexikon der Großstadtmythen, S. 186–189, Piper ISBN 3-492-24660-5
- Manfred Böckl: Der Mühlhiasl. Buch & Kunstverlag Oberpfalz, Regensburg 1998, ISBN 3-924350-70-1.
- Norbert Backmund: Hellseher schauen die Zukunft. Eine kritische Studie. Morsak-Verlag, Grafenau 1961. [2. Aufl. 1972]. 8. Aufl. 1991, ISBN 3-87553-180-9.
- Wolfgang Johannes Bekh: Mühlhiasl. Der Seher des Bayerischen Waldes. Deutung und Geheimnis. Ludwig Verlag, München 1992, ISBN 3-7787-3425-3. 3. Aufl. 1999, ISBN 3-7787-3731-7. Allitera-Verlag, München 2005, ISBN 3-86520-127-X.
- Reinhard Haller: Matthäus Lang, genannt „Mühlhiasl“. 1753–1805. Vom Leben und Sterben des „Waldpropheten“. Morsak-Verlag, Grafenau 1993, ISBN 3-87553-432-8.
- Reinhard Haller: Der Starnberger, Stormberger, Sturmberger. Propheten und Prophezeiungen im Bayerischen Wald. Eine volkskundliche Dokumentation. Morsak-Verlag, Grafenau [1976]. 2. Aufl. 1980. 3. Aufl. 1990. 4. Aufl. 2002, ISBN 3-87553-123-X.
- Wolfgang Odzuck: Auf den Spuren des Mühlhiasl. Eine Tatsachenerhebung . Verlag Attenkofer, Straubing 2001, ISBN 3-931091-78-3. 3. Aufl. 2005, ISBN 3-936511-21-7.
- Erich Stecher: Die Mühlhiasl-Prophezeiungen. Samples Verlag Grafenau 2008, ISBN 978-3-938401-13-2.
- Andreas Zeitler: Die Prophezeiungen des Mühlhiasl. Neue Presse Verlag, Passau 1992, ISBN 3-924484-46-5. 6. Aufl. 2008, ISBN 978-3-89682-955-9.

### Aufsätze
- Winfried Baumann: Ängstige Deine Leser wie dich selbst. Vom Sinn und Unsinn der Mühlhiaslsprüche. In: Heimat Ostbayern, Bd. 8 (1993), S. 116–122.
- Sigurd Gall: Kritische Anmerkungen zum Mühlhiasl-Buch von Wolfgang Odzuck. In: Mitterfelser Magazin, Nr. 9 (2003), S. 132–136.
- Sigurd Gall: Das Weltabräumen des Mühlhiasl und das Harmagedon der Bibel. Nachdenkliche Anmerkungen über eine erstaunliche Parallelität. In: Mitterfelser Magazin, Nr. 13 (2007), S. 118–120.
- Franz Krojer: Immerwährender Mühlhiasl. In: Ein Sommer im Gäuboden, München 2006 (Differenz-Verlag). (PDF-Version)
- Fritz Markmiller: Der Mühlhiasl ist tot – es lebe die Mühlhiasl-Forschung. Anmerkungen zu Reinhard Hallers „Lang“-Buch. In: Heimat Ostbayern, Bd. 8 (1993), S. 122–123.

## Film
- Die Figur des Mühlhiasl liegt dem Film Herz aus Glas von Werner Herzog aus dem Jahr 1976 zugrunde.
- Eine Zusammenstellung der Prophezeiungen verwendete Oliver Herbrich 1979 im Film Das stolze und traurige Leben des Mathias Kneißl[20]